# Bastelicaccia
Bastelicaccia (en corso Bastilicaccia o A Bastirgaccia) es una comuna francesa del departamento de Córcega del Sur, en la colectividad territorial de Córcega.

## Historia
Se formó en 1865, con territorios de Bastelica, Eccica-Suarella, Ocana, Tavera y Tolla.

## Demografía
| 418 | 200 | 514 | 506 | 535 | 570 | 750 | 769 | 843 | 783 | 715 | 718 | 729 | 753 | 789 | 677 | 705 | 779 | 887 | 1 504 | 2 072 | 2 769 | 3 063 | 3 248 | 3 873 |
| Para los censos de 1962 a 1999 la población legal corresponde a la población sin duplicidades (Fuente: INSEE [Consultar]) |     |     |     |     |     |     |     |     |     |     |     |     |     |     |     |     |     |     |       |       |       |       |       |       |